# Clase Virginia (2004)
La clase Virginia, o clase SSN-774, es una serie de submarinos nucleares de ataque (SSN) en servicio en la Armada de los Estados Unidos desde 2004.
Los submarinos de misiles de crucero clase Virginia están diseñados para afrontar un amplio espectro de misiones en ambientes oceánicos y litorales. Se concibieron como una alternativa menos costosa que los submarinos nucleares clase Seawolf, diseñados durante la Guerra Fría. Los Virginia reemplazarán a los submarinos más antiguos de la clase Los Angeles, diecinueve de los cuales ya han sido dados de baja de un total de sesenta y dos construidos. Los submarinos de clase Virginia se adquirirán hasta 2043 y se espera que permanezcan en servicio hasta al menos 2060, y se espera que los submarinos posteriores operen hasta la década de 2070.
El 14 de marzo de 2023, el pacto de seguridad trilateral australiano-británico-estadounidense conocido como AUKUS anunció que la Armada Real Australiana compraría tres submarinos de clase Virginia como medida provisional entre el retiro de sus submarinos de clase Collins de propulsión convencional y la adquisición del futuros submarinos de la clase SSN-AUKUS. Si el SSN-AUKUS se retrasara, Australia tendría la opción de comprar dos submarinos clase Virginia adicionales.

## Historia

### Orígenes

Perfil de un submarino de la clase Virginia Bloque I.

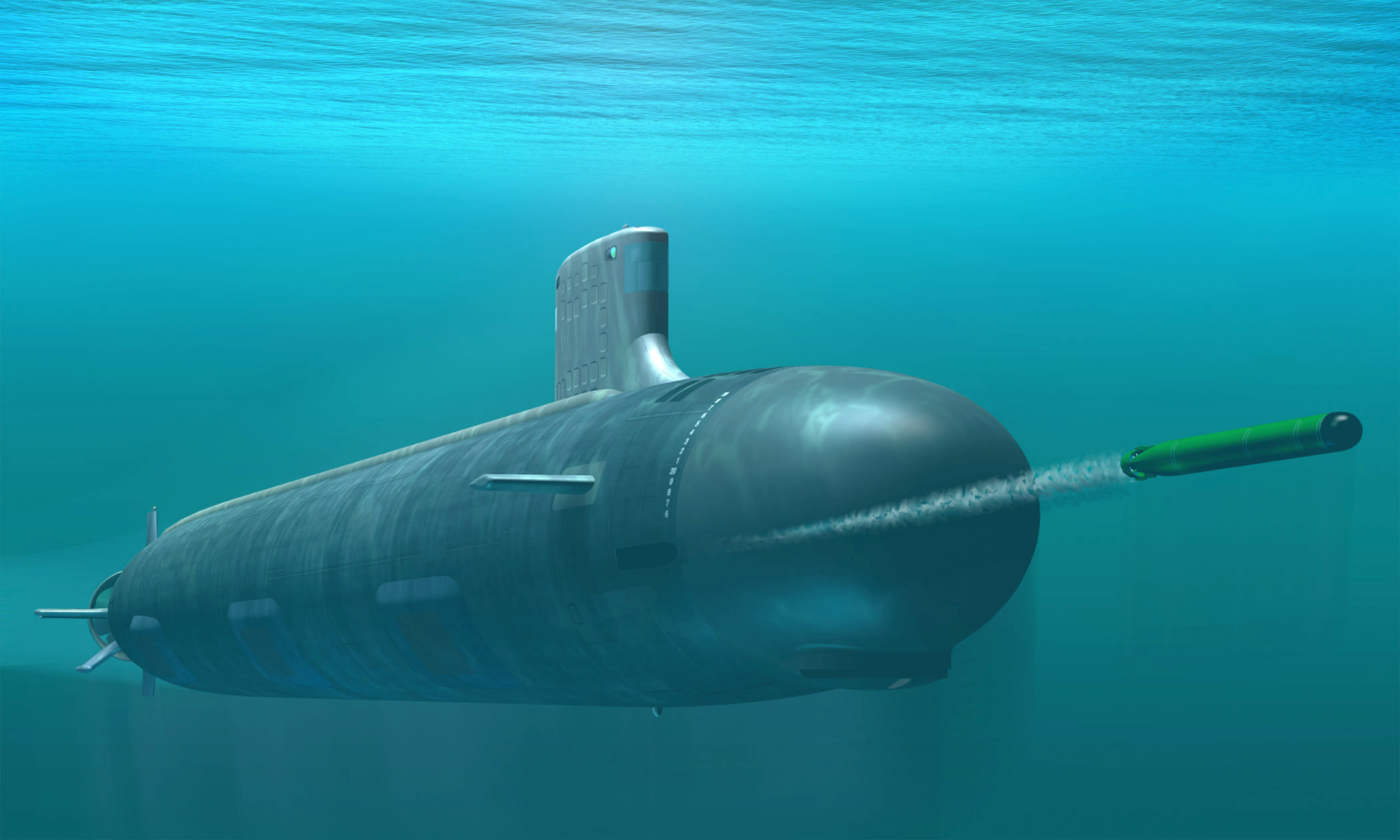
Imagen artística de un submarino de la clase Virginia disparando un torpedo.

La Guerra Fría fue un período donde la lucha submarina tuvo un protagonismo enorme. La URSS optó por dedicar un gran esfuerzo a la guerra submarina para contrarrestar el poderio naval de occidente. 
Como la URSS optó por dedicar un gran esfuerzo a construir sus submarinos lanzamisiles y de ataque Estados Unidos comenzó la fabricación de los submarinos nucleares de ataque, su misión principal era acabar con los submarinos soviéticos. La secundaria acabar con la flota de superficie soviética si se aventuraba en el Atlántico o Pacífico.
La clase Los Ángeles fue en su día la mejor del mundo como cazador de submarinos lanzamisiles rusos. Con 110 metros de eslora y un desplazamiento de 7.000 toneladas en inmersión eran buques silenciosos y bien armados. Ante la aparición de la clase Akula EE. UU. introdujo la clase Seawolf, que iba a sustituir a la clase Los Ángeles. Eran más avanzados, más grandes y más caros que sus predecesores. Resolvían las carencias de sus predecesores en cuanto a profundidad y guerra en el Ártico, pero nacieron justo coincidiendo con el fin de la Guerra Fría. Aunque el Seawolf fue desarrollado como eventual reemplazo para la clase Los Angeles su costo unitario de 3.000 millones por unidad era prohibitivo tras el final de la guerra fría y los nuevos requisitos estratégicos llevaron a definir un submarino nuevo. 
Tras la desintegración de la URSS el arma submarina en lugar de desaparecer se hubo de adaptar y las prioridades cambiaron a las nuevas amenazas. El lobby submarinista de la US Navy luchó para no perder protagonismo. El nuevo enemigo eran los submarinos convencionales (SSK). Estos eran baratos, escurridizos y podrían causar enormes trastornos. Muchos países redujeron sus presupuestos para luchar contra los submarinos. La Clase Virginia fue la respuesta final de la US Navy para reemplazar a los submarinos de la Clase Los Ángeles. Los Virginia están diseñados para misiones oceánicas y litorales, siendo una alternativa menos costosa y más flexible que la Clase Seawolf.
La Clase Virginia no se trata de un solo tipo de buque. La US Navy quería un modelo muy versátil y este con los años ha ido evolucionando con los diferentes flights o grupos construidos. Las diferencias entre un grupo y otro pueden ser bastante grandes. Los clase Virginia introdujeron un sistema de control de fly-by-wire que proporciona un mejor manejo en aguas poco profundas. Además los submarinos también fueron diseñados para poder desplegar fuerzas especiales, los SEAL de la Armada de EEUU. La sala de torpedos es reconfigurable y puede acomodar a un gran número de SEAL y todo su equipo para despliegues prolongados, así como transportar cargas útiles para los SEAL fuera del casco, en compartimentos especiales situados en la vela. En la vela se habilitaron compuertas para permitir la entrada u salida de los SEAL estando sumergidos. Un minisubmarino o un módulo especial puede ser instalado a popa de la vela, sobre el casco.
Otra innovación de la clase Virginia es el empleo del reactor nuclear del tipo S9G que desarrolla 280.000 kW y dispone de una vida útil que en teoría puede igualar la vida operativa del buque. La única hélice es accionada por dos turbinas de vapor (potencia estimada de 40.000 kW al eje), incorporando la innovación británica de ser una hélice enductada, que no emita burbujas y es extremadamente silenciosa. Oficialmente la velocidad máxima sumergida de estos buques es de 32 nudos, pero se cree que pueden alcanzar alrededor de un 20% más. Algunas fuentes estiman esta velocidad máxima en los 45 nudos.
La división Electric Boat de General Dynamics fue responsable del diseño de la Clase Virginia. Finalizado el desarrollo General Dynamics Electric Boat fue el responsable de construir el primer submarino de la clase, el USS Virginia (SSN-774), mientras que Northrop Grumman Newport News (NGNN) fue el encargado de llevar a cabo el segundo, el USS Texas (SSN-775).
Estos submarinos han sido los primeros en emplear la construcción modular, permitiendo una construcción más eficiente y económica.

### Bloque I y II

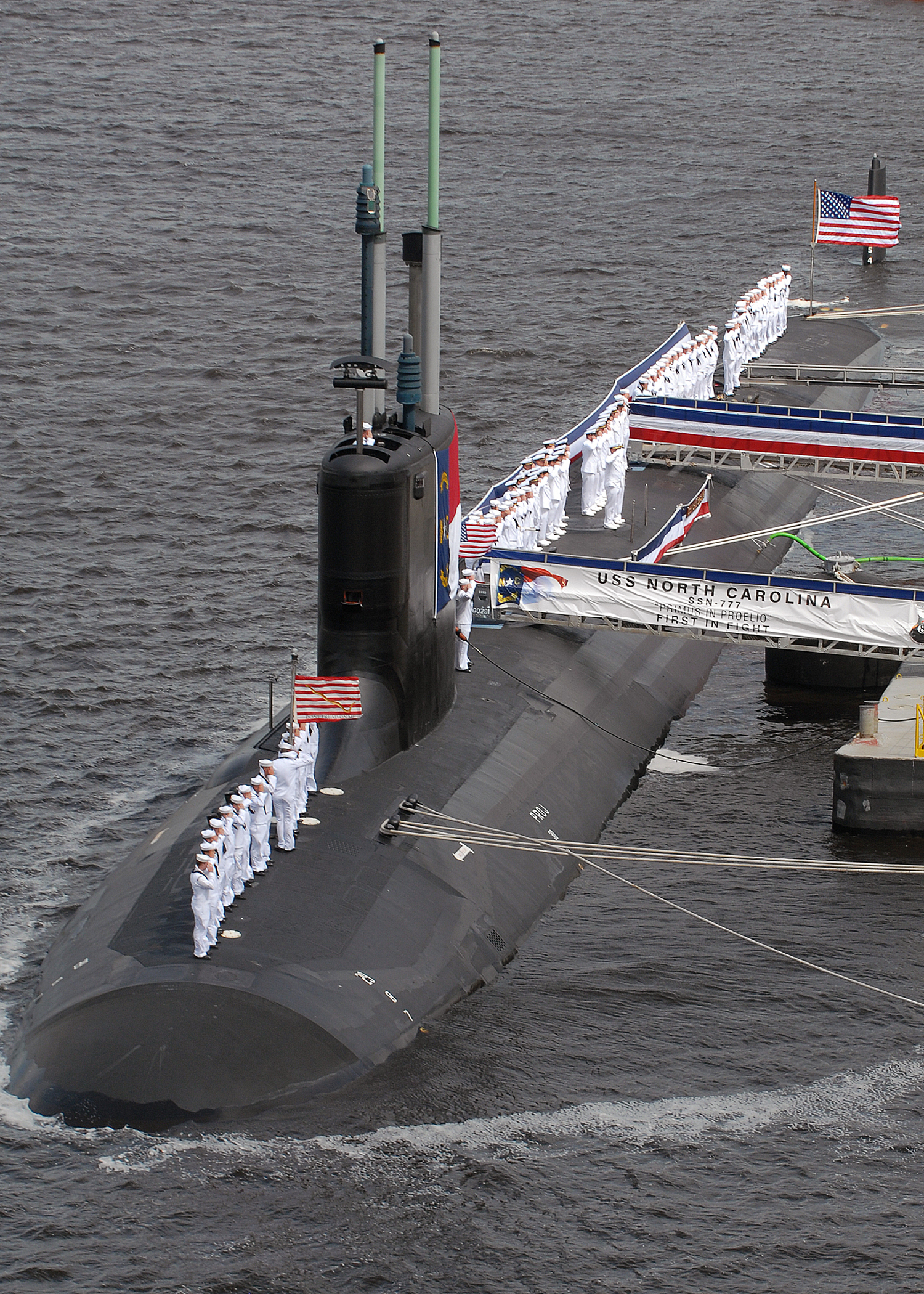
USS North Carolina, el último submarino del Bloque I, en su ceremonia de puesta en servicio (2008). Sus mástiles tecnológicamente avanzados son visibles en esta imagen.

La primera unidad, el USS Virginia (SSN 774) se entregó en octubre de 2004. Junto al USS Texas, USS Hawaii y USS North Carolina forma el Bloque I. Fueron los primeros submarinos donde la construcción modular se empleó en lugar de construir entero el casco de presión. Con una eslora de 115 metros y un desplazamiento de 8.000 toneladas el coste unitario fue inferior a los 2.000 millones de dólares. El objetivo del precio era muy importante en un periodo de presupuestos menguantes.

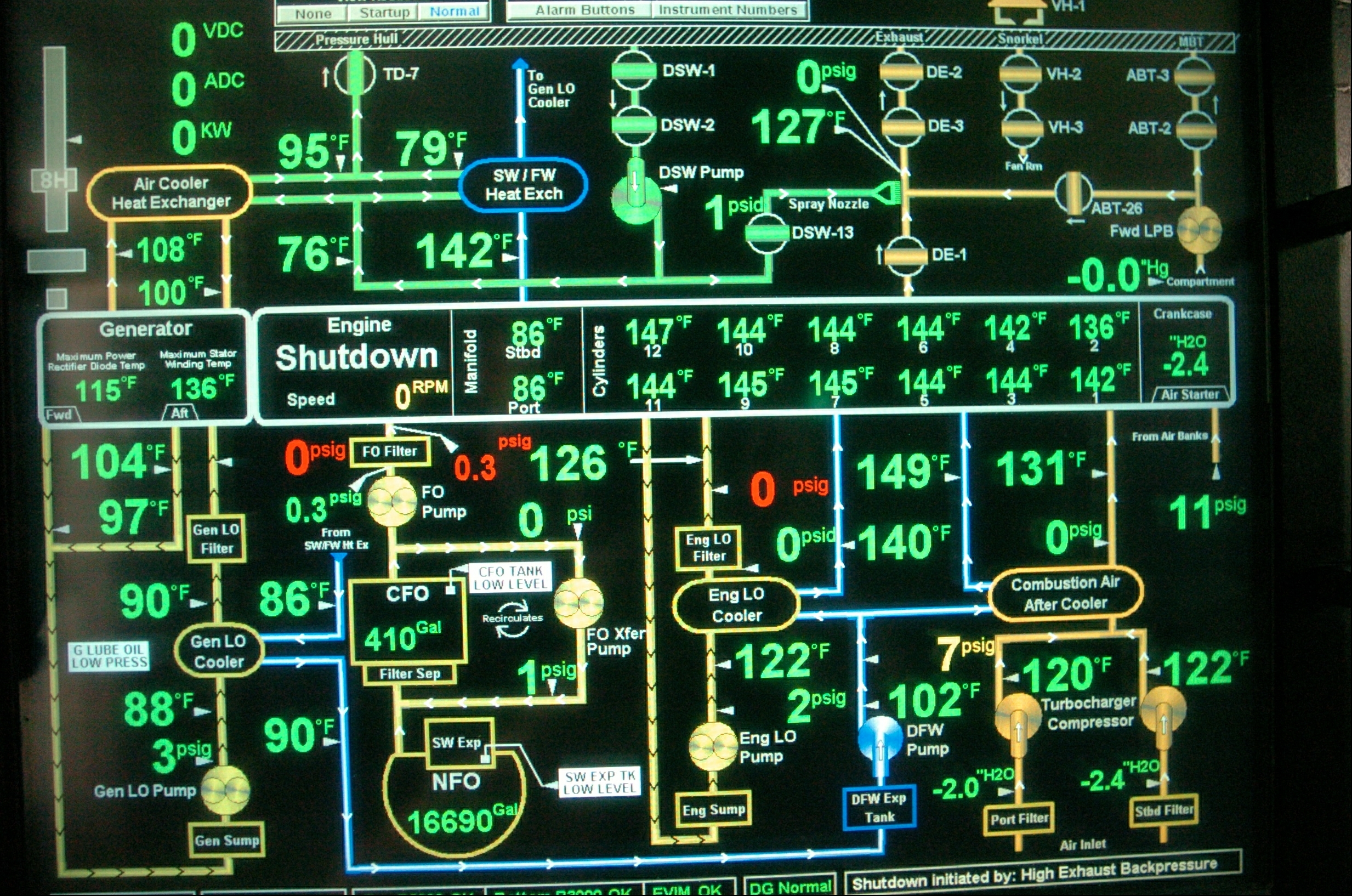
Panel de control del generador diésel de un submarino clase Virginia.

Los Virginia introdujeron muchas mejoras tecnológicas. Destaca el sistema de mástil modular, que integra en un único mecanismo los distintos mástiles que utilizaban hasta entonces los submarinos. Esto supuso un ahorro de espacio. Se integró un mástil esnorkel, dos mástiles de antenas de comunicación, dos mástiles de comunicación satelital, el radar AN/BPS-16, el equipo de guerra electrónica AN/BLQ-10 y dos mástiles fotónicos. Los mástiles fotónicos fueron una innovación muy importante al reemplazar el clásico periscopio óptico por un conjunto de cámaras y sensores que trasladan la visión del exterior al interior de la cámara de combate. El tubo de periscopio tradicional atraviesa el casco de presión, generando una debilidad en el mismo, a la vez que obligaba a situar la cámara de combate en una posición elevada, cercana a la curvatura del casco. El mástil fotónico obvia todo esto y permite situar la cámara de combate una cubierta por debajo permitiendo que sea más grande y funcional.
La Clase Virginia incorpora un  módulo de sistemas de mando y control con pantallas táctiles y un sistema de dirección e inmersión manejado a través de cuatro botones y un joystick de dos ejes. Se integran todos los sensores, tecnología de contramedidas, navegación y control de armas. El nivel de ruido de la Clase Virginia es igual a la Clase Seawolf, con una firma acústica inferior a los submarinos Clase Akula. Para lograr una baja firma acústica se incorporaron revestimientos anecoicos de nuevo diseño, estructuras de cubierta modulares aisladas y una nueva tecnología de propulsión.
Además la cámara de torpedos es reconfigurable para recibir una dotación de fuerzas especiales con todos sus equipos y margen para la integración de futuros módulos útiles. También dispone de una cámara para buzos.

### Bloque III y IV

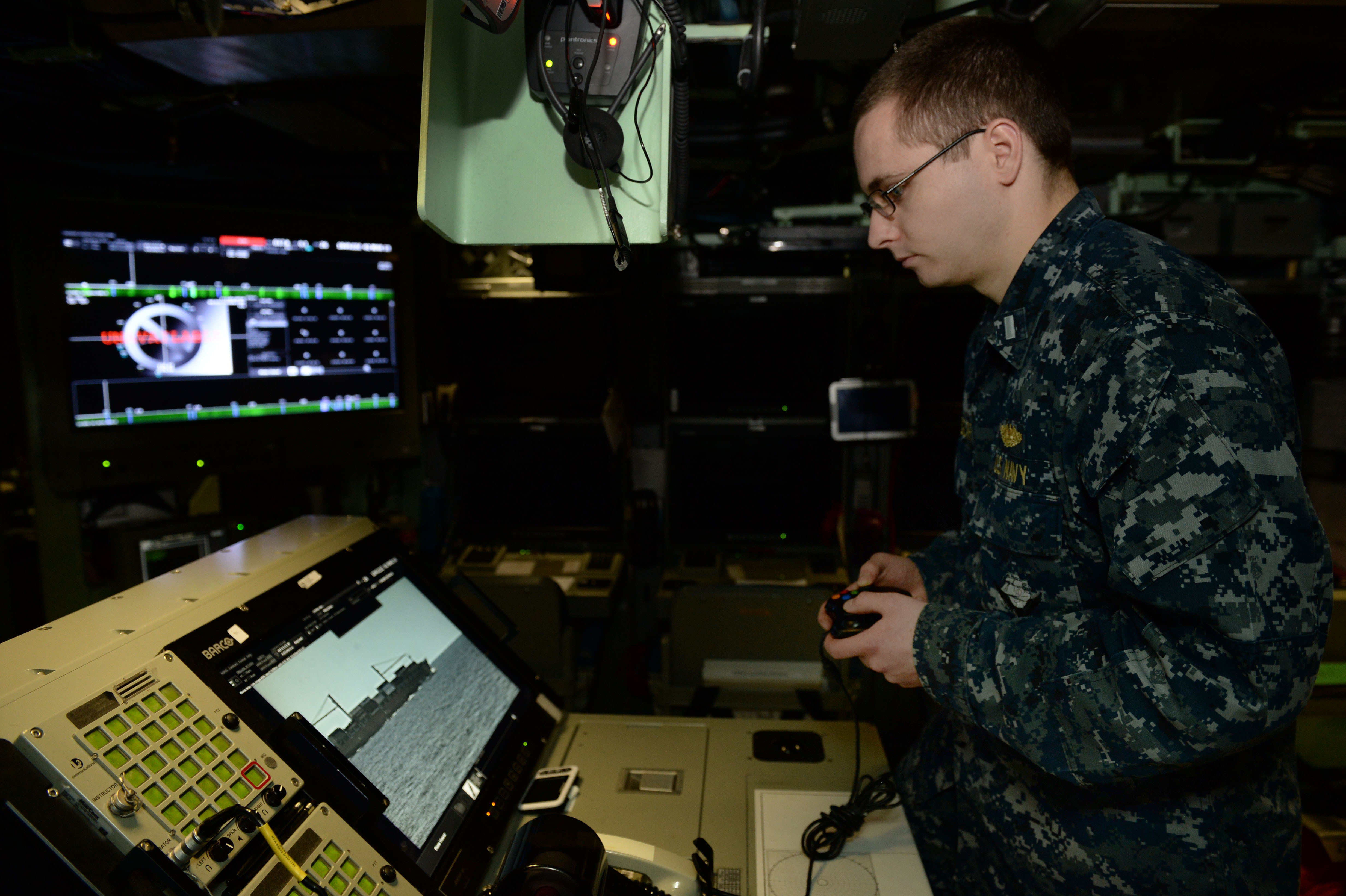
Un marinero que usa un controlador de Xbox 360 para controlar los mástiles fotónicos del USS Colorado (SSN-788) en 2018. Es el primer submarino que usa este controlador de decenas de dólares en lugar del joystick de Lockheed Martin contabilizado en 38.000 $.

El armamento original (Block I y II) estaba formado por un lanzador vertical de misiles (VLS) de 12 celdas y 4 tubos lanzatorpedos de 533 mm. Los tubos podían lanzar torpedos Mk.48, misiles UGM-109 Tactical Tomahawk y misiles Harpoon antibuque. En los Bloque III y IV se reemplazó el VLS por dos tubos denominados Virginia Payload Tube de gran diámetro. Cada tubo VPT es capaz de lanzar seis misiles Tomahawk. Otras variaciones entre los cuatro primeros bloques afectan a sonares avanzados tipo LAB (Large Aperture Bow), mejoras en aspectos de mantenimiento y otros.
La US Navy decidió mejorar las prestaciones debido a la llegada del Proyecto 885 ruso, la clase Yasen. El Bloque III incluyó un rediseño de todo el submarino para facilitar la inclusión de un nuevo sonar de Arco de Gran Apertura (LAB) respaldado por el agua y los dos tubos de carga útil de gran tamaño. También se incluyeron mejoras en funcionamiento y mantenimiento, que supondrán mucho menos tiempo en dique seco y por tanto los barcos estarán más tiempo disponibles para despliegues. Desde el Bloque III se incluyen tecnologías silenciosas para la sala de máquinas, con objeto de hacer que el submarino sea más difícil de detectar, una disposición vertical nueva y nuevos materiales de revestimiento silenciosos para el casco.

### Bloque V
El Bloque V supone un coste unitario de 2.400 millones de dólares por submarino. Los buques se van a construir en tres astilleros (General Dynamics, Electric Boat y Huntington Ingalls Industries) y se entregarán entre 2025 y 2029. El primer submarino se fabricará como Bloque IV y otros ocho como Bloque V. Lo más significativo del Bloque V es el Virginia Payload Module, un contenedor diseñado específicamente para los nuevos submarinos. Se quiere más versatilidad, permitiendo realizar misiones diferentes según las necesidades. El módulo se sitúa en la zona central del casco, tras el VPT de los Bloques III y IV, lo que supone alargar el casco en 21 metros. Los Virginia Bloque V serán capaces de llevar 28 misiles Tomahawk en el VPM y otros 12 en los tubos VPT, mientras mantienen sus cuatro tubos lanzatorpedos. El VPM será capaz de utilizar nuevos misiles antibuque de mayor alcance y los nuevos misiles antibuques, como los futuros misiles hipersónicos en desarrollo, y lanzar y recuperar drones aéreos y submarinos. Estas mejoras se estiman que costarán unos 500 millones de dólares. Esos eran los ahorros en costes de mantenimiento y por reducción del número de unidades en servicio, a medida que los nuevos submarinos vayan jubilando a los clase Los Ángeles.
Los submarinos Bloque V reemplazarán parcialmente a los cuatro submarinos lanzamisiles de crucero (SSGN). Estos son modificaciones realizadas a principios de la década de 2000 a partir de los clase Ohio excedentes. Cada SSGN lleva hasta 154 Tomahawks.
Además se espera que los Bloque V reciban equipos de sonar Large Vertical Array (LVA), instalados en ambas bandas se sumaran a los seis Light Weight Wide Aperture Arrays (LWWAA) que ya se encuentran a lo largo del costado del submarino.
Todas estas mejoras han incrementado enormemente los costes estimados de adquisición del bloque V. Pero la Armada defiende que las numerosas mejoras y actualizaciones harán que sean los submarinos de ataque más armados de que dispone y podrían servir hasta bien entrada la década de 2070.

## Unidades

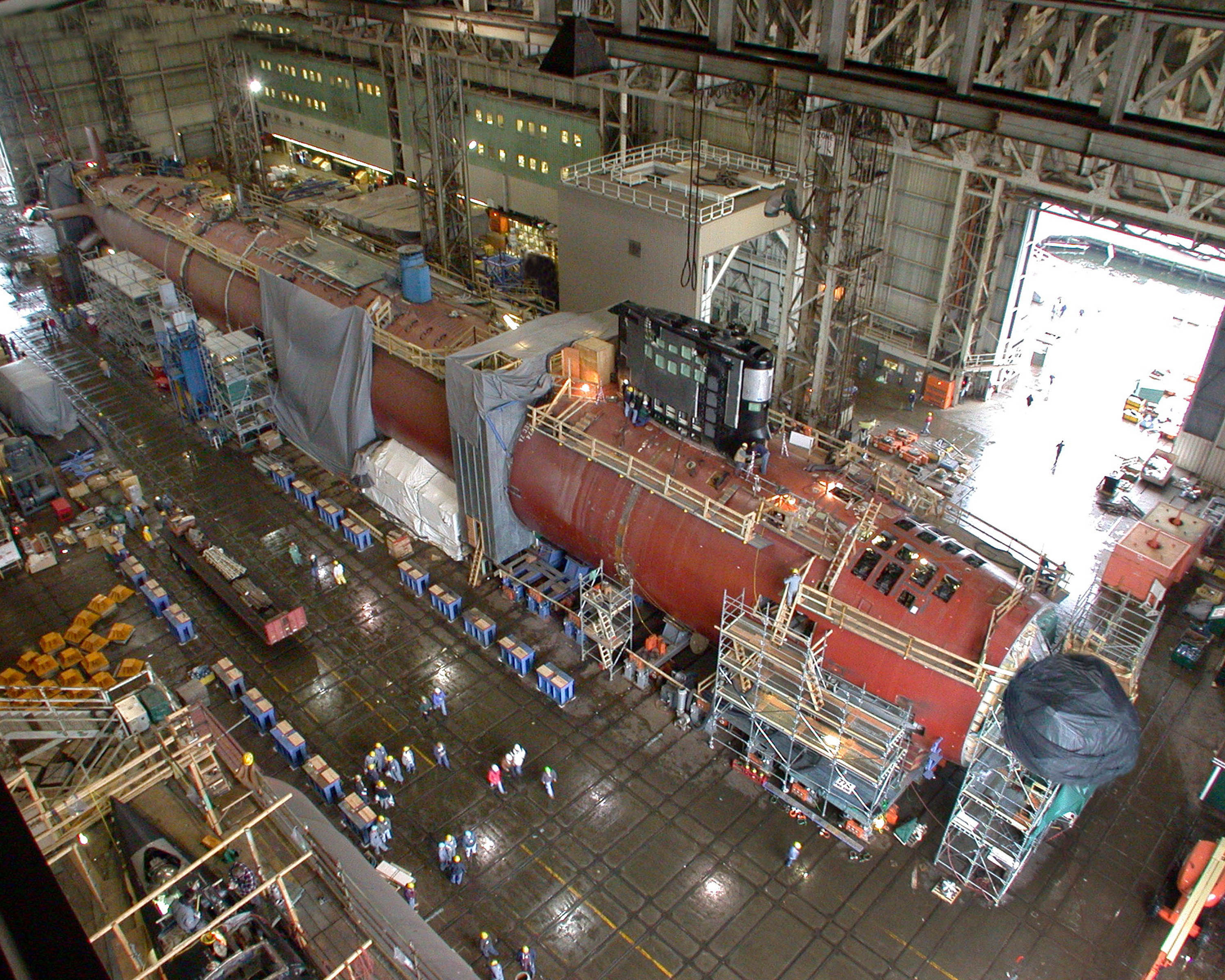
Construcción del USS Virginia. Fueron los primeros submarinos donde se empleó la construcción modular en lugar de construir entero el casco de presión.

### Bloque I
- USS Virginia (SSN-774), en servicio.
- USS Texas (SSN-775), en servicio.
- USS Hawaii (SSN-776), en servicio.
- USS North Carolina (SSN-777), en servicio.[5]

### Bloque II
Los submarinos del Block II están construidos en cuatro secciones en lugar de diez, lo que conlleva un ahorro de en torno a 300 millones de dólares por unidad.
- USS New Hampshire (SSN-778), en servicio.
- USS New Mexico (SSN-779), en servicio.[6]
- USS Missouri (SSN-780), en servicio.[7]
- USS California (SSN-781), en servicio.[8]
- USS Mississippi (SSN-782), en servicio.[9]
- USS Minnesota (SSN-783), en servicio.[10]

### Bloque III

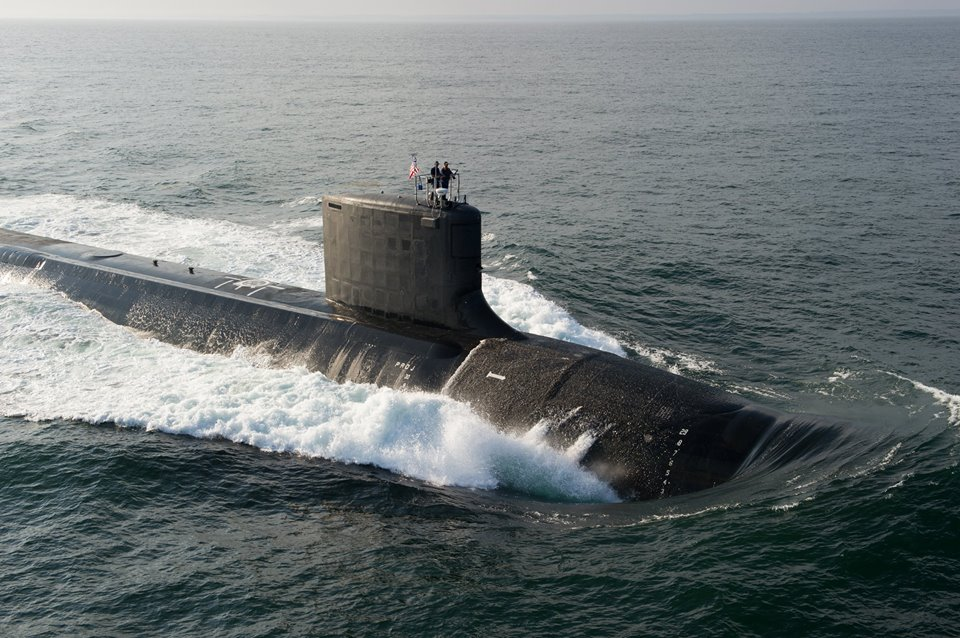
USS North Dakota, el primero de los submarinos del Bloque III de la clase Virginia, equipados con VPT.

Las unidades SSN-784 a SSN-791 constituyen el Block III. Esta serie de la clase Virginia incluye un rediseño de la proa y la introducción de tecnología de la clase Ohio.
- USS North Dakota (SSN-784), en servicio.[10]
- USS John Warner (SSN-785), en servicio.[12]
- USS Illinois (SSN-786), en servicio.
- USS Washington (SSN-787), en servicio.
- USS Colorado (SSN-788), en servicio.
- USS Indiana (SSN-789), en servicio.[13]
- USS South Dakota (SSN-790), en servicio.[13]
- USS Delaware (SSN-791), en servicio.

### Bloque IV

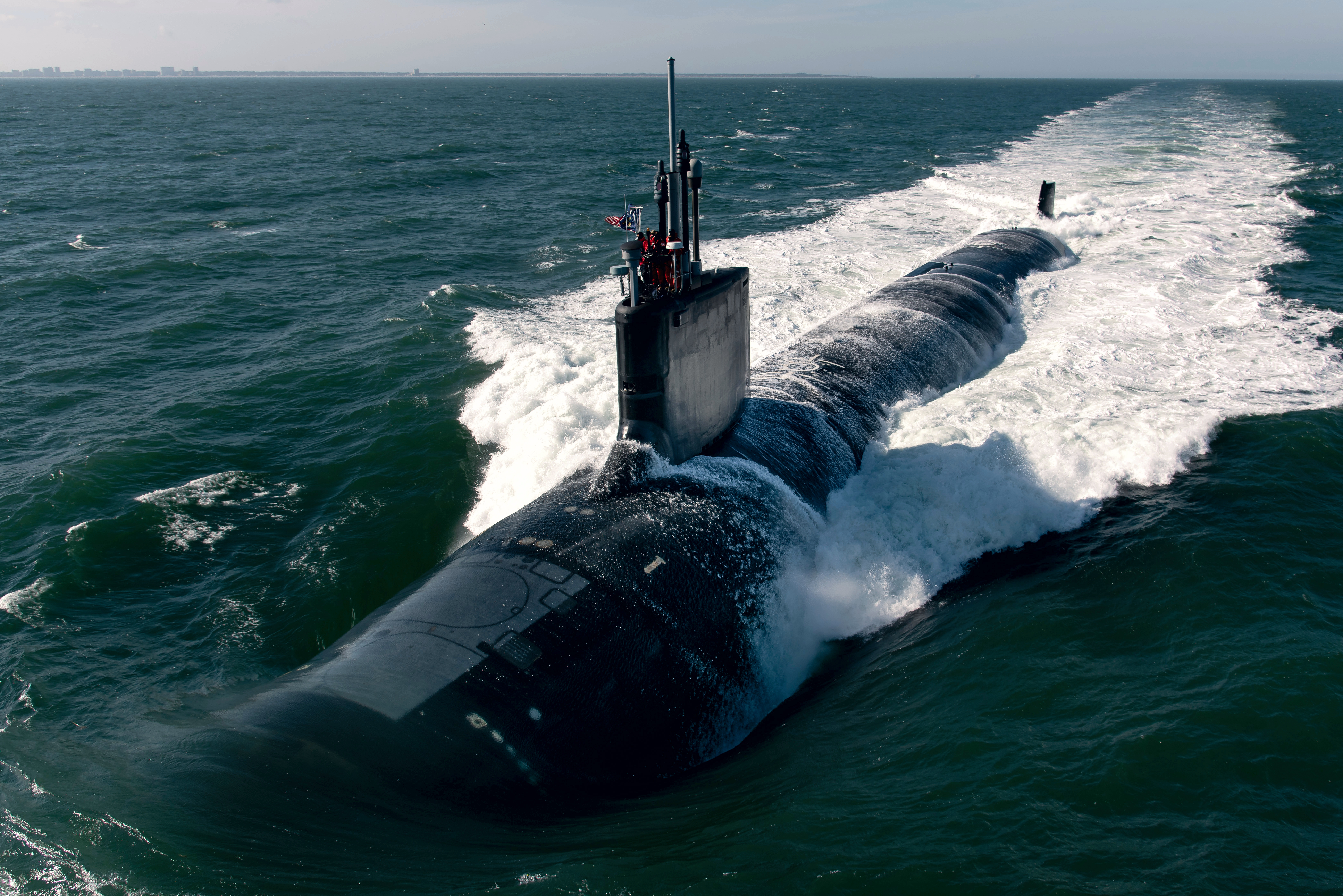
El USS Montana realiza pruebas de mar en el océano Atlántico en febrero de 2022.

Este bloque fue objeto de Reduced Total Ownership Cost (RTOC), cambios menores para aumentar el ciclo de vida útil de los componentes. Esto hará posible que cuando estén en servicio se amplie el tiempo entre periodos de mantenimiento y consecuentemente aumentará la disponibilidad para despliegues. Está previsto que los bloques I a III se sometan a cuatro periodos de mantenimiento mayor y realicen 14 despliegues en su vida operativa. Los Bloque IV pretenden reducir los periodos de mantenimiento a sólo tres y con ello aumentar los despliegues a 15 (3:15).
En abril de 2014 se anunció el contrato para la construcción de 10 submarinos block IV por un coste total de 17 645 millones de dólares. El contrato fue adjudicado a General Dynamics Electric Boat y a Huntington Ingalls Newport News Shipbuilding. Las unidades del block IV tendrán los siguientes numerales:
- USS Vermont (SSN-792) − En servicio.
- USS Oregon (SSN-793) − En servicio.
- USS Montana (SSN-794) − En servicio.
- USS Hyman G. Rickover (SSN-795) − En servicio.
- USS New Jersey (SSN-796) − En construcción.
- USS Iowa (SSN-797) − En construcción.
- USS Massachusetts (SSN-798) − En construcción.
- USS Idaho (SSN-799) − En construcción.
- USS Arkansas (SSN-800) − En construcción.
- USS Utah (SSN-801) − En construcción.

### Bloque V
Los submarinos bloque V tendrán una mayor eslora, se pasará de los 115 metros a los 140 metros, y un mayor desplazamiento, que pasará de las 7.800 toneladas del bloque IV a las 10.200. 
Los submarinos del block V incorporarán el Virginia Payload Module (VPM) que permitirá incrementar la capacidad para portar misiles de crucero cuando los SSGN (submarinos lanzadores de misiles de crucero) de la clase Ohio sean retirados del servicio.
- USS Oklahoma (SSN-802) − En construcción.
- USS Arizona (SSN-803) − En construcción.
- USS Barb (SSN-804) − En construcción.
- USS Tang (SSN-805) − En construcción.
- USS Wahoo (SSN-806) − En construcción.
- USS Silversides (SSN-807) − En construcción.
- USS John H. Dalton (SSN-808)
- USS Long Island (SSN-809)
- USS San Francisco (SSN-810)
- USS Miami (SSN-811)
- USS Baltimore (SSN-812)
- USS Atlanta (SSN-813)

### Bloques VI y VII
Está prevista la futura construcción de cinco submarinos Block VI (SSN-812 a 816) y otros cinco Block VII (SSN-817 a 821.)
El diseño de los submarinos Bloque VI se espera incorporará un énfasis específico en las Fuerzas de Operaciones Especiales (SOF), nuevas armas y empleo de drones submarinos.

### "Improved Virginia"
Se está evaluando un futuro diseño denominado Improved Virginia para 2034, que comenzaría a entrar en servicio en torno a 2044. El submarino de clase Virginia mejorado puede ser tan capaz que una nueva clase de submarinos SSN(X), hipotéticamente planeados para su funcionamiento a partir de 2043, podría ser descartado.